# Milan Associazione Calcio 1998-1999
Questa voce raccoglie le informazioni riguardanti il Milan Associazione Calcio nelle competizioni ufficiali della stagione 1998-1999.

## Stagione

Il neoacquisto Oliver Bierhoff, bomber dello scudetto milanista con 19 gol.

Dopo due stagioni negative per il Milan, terminate all'11º e al 10º posto, e fuori dalle coppe europee pure dopo costose campagne acquisti, la società decide di rifondare la squadra affidandosi a tre dei protagonisti del miracolo Udinese, che l'anno prima era stata capace di raggiungere il terzo posto subito dietro alle big Juventus e Inter: l'allenatore Alberto Zaccheroni, il capocannoniere Oliver Bierhoff e il terzino destro Thomas Helveg. Con l'obiettivo di ringiovanire la squadra, torna dal prestito al L.R. Vicenza il promettente Massimo Ambrosini e arriva dal Bari Luigi Sala, difensore centrale. Per mettere in sicurezza la porta, uno dei punti deboli delle due stagioni precedenti, viene ingaggiato il nazionale tedesco Jens Lehmann, il quale tuttavia deluderà, lasciando il Milan nella sessione invernale dopo appena una manciata di presenze. Vengono invece ceduti Maini, Taibi, Maniero, Nilsen, un Desailly fresco del titolo di campione del mondo con la Francia, e l'altalenante Kluivert; viene inoltre lasciato libero Savićević. Torna dal prestito anche Coco.
Zaccheroni imposta la squadra col suo abituale 3-4-3, in cui le fasce sono affidate a Helveg e Ziege, e il trio d'attacco è composto da Weah, Bierhoff e Leonardo. L'inizio di campionato è altalenante, ma incoraggiante per una società che, per la prima volta dopo varie stagioni, non cercava la vittoria del torneo, ma aveva posto come obiettivo il semplice ingresso in una competizione continentale. Nella prima metà di stagione dominata dalla Fiorentina di Giovanni Trapattoni, il Milan riesce a essere stabilmente tra le prime quattro posizioni del torneo, valide per la qualificazione alla Champions League, seppur alcune sconfitte (quella col Cagliari, in cui Lehmann, infortunato e protagonista di un'incertezza dopo partite già poco soddisfacenti, perde il posto da titolare a favore del redivivo Sebastiano Rossi, e la débâcle a Parma per 4-0 all'11ª giornata) mettano in dubbio la sua capacità di bruciare le tappe e lottare fin da subito per lo scudetto. Il girone di andata viene poi chiuso dai rossoneri al quarto posto, dietro ai fiorentini campioni d'inverno.
In Coppa Italia il Milan supera il Torino ai sedicesimi di finale, ma viene eliminato negli ottavi di finale dalla Lazio (3-1 all'Olimpico e 1-1 a San Siro).

Demetrio Albertini, ormai tra i senatori dello spogliatoio rossonero, festeggia sul terreno di Perugia la vittoria del campionato.

Tre cambiamenti importanti arrivano a cavallo tra il girone di andata e quello di ritorno. In seguito a un grave gesto di cui si rende protagonista Rossi, un pugno nei confronti di Cristian Bucchi nel recupero di Milan-Perugia (2-1) della 17ª giornata, il portiere rimedia una pesante squalifica di cinque giornate: stante la sopravvenuta cessione di Lehmann, Zaccheroni è costretto ad affidare le chiavi della porta al giovane e semisconosciuto Christian Abbiati, terzo portiere nelle gerarchie d'inizio stagione, ma da qui in avanti autore di prodezze decisive per tutto il resto del campionato. Un'altra novità è quella di Andrés Guglielminpietro, arrivato in estate dal Gimnasia La Plata, che proprio a Milano contro il Perugia, indisponibile per squalifica il titolare Ziege, è autore di un'eccellente prestazione tanto da convincere Zaccheroni ad affidargli il ruolo per il resto della stagione; anche lui, come Abbiati, sarà decisivo ai fini della rincorsa allo scudetto. Infine cambia il modulo che passa a un 3-4-1-2, con Ambrosini in mediana a rendere più atletico e robusto il centrocampo, e Boban spostato più avanti, dietro le punte, più libero di svariare e di innescare i due centravanti.
Il Milan inizia ad avere un gioco convincente, si porta al secondo posto superando Fiorentina e Parma, e ritrovandosi dietro solo alla Lazio di Eriksson. Alla 27ª giornata c'è lo scontro diretto all'Olimpico: una vittoria potrebbe alimentare le speranze rossonere di sognare il tricolore, ma il risultato rimane inchiodato sullo 0-0 e, con sette punti in sette partite da recuperare, i biancocelesti sembrano ormai avere il titolo in pugno.
La Lazio però va incontro a due sconfitte consecutive nel derby e contro la Juventus, e pareggiando alla penultima giornata a Firenze si fa scavalcare proprio dai rossoneri, da par loro vincitori di tutte le 7 partite successive allo scontro diretto. Il Milan si presenta all'ultima giornata da capolista, per la prima volta nella stagione, e alla ricerca della settima vittoria consecutiva: sul campo di un Perugia in cerca di punti salvezza, Abbiati si rende protagonista di due parate che fermano sul 2-1 per i rossoneri il punteggio; gli umbri restano comunque nella massima serie per via dei risultati favorevoli dagli altri campi, e il Milan si laurea per la 16ª volta campione d'Italia.
A fine stagione, dopo aver vinto il suo sesto scudetto in dieci stagioni con la maglia rossonera, la  bandiera Roberto Donadoni dà l'addio al calcio.

## Divise e sponsor

Da sinistra: i neoaquisti Roberto Ayala e Bierhoff, il neocapitano Paolo Maldini e gli altri nuovi arrivi Thomas Helveg e Jens Lehmann, posano a Milanello nel precampionato con le tre divise milaniste della stagione.

Lo sponsor tecnico per la stagione 1998-1999 è Adidas, mentre lo sponsor ufficiale è Opel. La divisa è una maglia a strisce verticali della stessa dimensione, rosse e nere, con pantaloncini e calzettoni bianchi. La divisa di riserva è completamente bianca, mentre la terza divisa è nera con tre strisce orizzontali rosse.
| Casa | Trasferta | Terza divisa | 1ª portiere | 2ª portiere | 3ª portiere |

## Organigramma societario
Area direttiva
- Presidente: Silvio Berlusconi
- Vice presidenti: Adriano Galliani, Paolo Berlusconi, Franco Baresi, Gianni Nardi
- Amministratore delegato: Adriano Galliani
- Direttore generale: Ariedo Braida

Area organizzativa
- Direttore organizzativo: Umberto Gandini
- Team manager: Silvano Ramaccioni
- Segretaria: Rina Barbara Ercoli

Area comunicazione
- Capo ufficio stampa: Paolo Tarozzi

Area tecnica
- Allenatore: Alberto Zaccheroni
- Allenatore in seconda: Stefano Agresti
- Preparatori dei portieri: Maurizio Guido
- Preparatori atletici: Paolo Baffoni, William Tillson, Daniele Tognaccini

Area sanitaria
- Coordinatore sanitario: Jean Pierre Meersseman
- Medico sociale: Rodolfo Tavana
- Massaggiatori: Giancarlo Bertassi, Franco Pagani, Giorgio Puricelli

## Rosa
| N. |                      | Ruolo | Calciatore                            |
| -- | -------------------- | ----- | ------------------------------------- |
| 1  | Italia (bandiera)    | P     | Sebastiano Rossi                      |
| 2  | Danimarca (bandiera) | D     | Thomas Helveg                         |
| 3  | Italia (bandiera)    | D     | Paolo Maldini (capitano)              |
| 4  | Italia (bandiera)    | C     | Demetrio Albertini                    |
| 5  | Italia (bandiera)    | D     | Alessandro Costacurta (vice-capitano) |
| 7  | Francia (bandiera)   | C     | Ibrahim Ba                            |
| 8  | Italia (bandiera)    | C     | Roberto Donadoni                      |
| 9  | Liberia (bandiera)   | A     | George Weah                           |
| 10 | Croazia (bandiera)   | C     | Zvonimir Boban                        |
| 11 | Italia (bandiera)    | A     | Maurizio Ganz                         |
| 12 | Italia (bandiera)    | P     | Christian Abbiati                     |
| 13 | Italia (bandiera)    | C     | Giampiero Maini                       |
| 13 | Italia (bandiera)    | A     | Alessandro Iannuzzi                   |
| 14 | Argentina (bandiera) | D     | Roberto Ayala                         |
| 15 | Brasile (bandiera)   | D     | André Cruz                            |

| N. |                      | Ruolo | Calciatore              |
| -- | -------------------- | ----- | ----------------------- |
| 16 | Germania (bandiera)  | P     | Jens Lehmann            |
| 16 | Nigeria (bandiera)   | A     | Mohammed Aliyu Datti    |
| 17 | Germania (bandiera)  | D     | Christian Ziege         |
| 18 | Brasile (bandiera)   | C     | Leonardo                |
| 19 | Algeria (bandiera)   | D     | Samir Beloufa           |
| 20 | Germania (bandiera)  | A     | Oliver Bierhoff         |
| 21 | Italia (bandiera)    | D     | Giuseppe Cardone        |
| 21 | Italia (bandiera)    | C     | Federico Giunti         |
| 23 | Italia (bandiera)    | C     | Massimo Ambrosini       |
| 24 | Argentina (bandiera) | C     | Andrés Guglielminpietro |
| 25 | Francia (bandiera)   | D     | Bruno N'Gotty           |
| 26 | Italia (bandiera)    | D     | Luigi Sala              |
| 27 | Italia (bandiera)    | D     | Francesco Coco          |
| 30 | Italia (bandiera)    | C     | Domenico Morfeo         |
| 31 | Italia (bandiera)    | P     | Giorgio Frezzolini      |

## Calciomercato

### Sessione estiva
| Acquisti | Acquisti                | Acquisti            | Acquisti      |
| R.       | Nome                    | da                  | Modalità      |
| -------- | ----------------------- | ------------------- | ------------- |
| P        | Christian Abbiati       | Monza               | definitivo    |
| P        | Gabriele Aldegani       | Prato               | fine prestito |
| P        | Jens Lehmann            | Schalke 04          | definitivo    |
| D        | Roberto Ayala           | Napoli              | definitivo    |
| D        | Francesco Coco          | Vicenza             | fine prestito |
| D        | Thomas Helveg           | Udinese             | definitivo    |
| D        | Bruno N'Gotty           | Paris Saint-Germain | definitivo    |
| D        | Luigi Sala              | Bari                | definitivo    |
| C        | Massimo Ambrosini       | Vicenza             | fine prestito |
| C        | Andrés Guglielminpietro | Gimnasia (LP)       | definitivo    |
| C        | Domenico Morfeo         | Fiorentina          | prestito      |
| A        | Mohammed Aliyu Datti    | Ravenna             | definitivo    |
| A        | Oliver Bierhoff         | Udinese             | definitivo    |
| A        | Luca Saudati            | Lecco               | fine prestito |

| Cessioni | Cessioni          | Cessioni     | Cessioni     |
| R.       | Nome              | a            | Modalità     |
| -------- | ----------------- | ------------ | ------------ |
| P        | Gabriele Aldegani | Monza        | prestito     |
| P        | Simone Braglia    | Como         | definitivo   |
| P        | Massimo Taibi     | Venezia      | prestito     |
| D        | Alberto Comazzi   | Como         | definitivo   |
| D        | Daniele Daino     | Napoli       | prestito     |
| D        | Marcel Desailly   | Chelsea      | definitivo   |
| D        | Steinar Nilsen    | Napoli       | comproprietà |
| D        | Dario Smoje       | Monza        | definitivo   |
| C        | Giampiero Maini   | Bologna      | definitivo   |
| C        | Dejan Savićević   | Stella Rossa | svincolato   |
| A        | Patrick Kluivert  | Barcellona   | definitivo   |
| A        | Filippo Maniero   | Venezia      | definitivo   |
| A        | Luca Saudati      | Como         | prestito     |

### Sessione invernale
| Acquisti | Acquisti            | Acquisti | Acquisti                  |
| R.       | Nome                | da       | Modalità                  |
| -------- | ------------------- | -------- | ------------------------- |
| P        | Dida                | Cruzeiro | definitivo (3 miliardi ₤) |
| P        | Giorgio Frezzolini  | Inter    | comproprietà              |
| C        | Federico Giunti     | Parma    | definitivo                |
| A        | Alessandro Iannuzzi | Lazio    | definitivo                |

| Cessioni | Cessioni         | Cessioni          | Cessioni   |
| R.       | Nome             | a                 | Modalità   |
| -------- | ---------------- | ----------------- | ---------- |
| P        | Dida             | Lugano            | prestito   |
| P        | Jens Lehmann     | Borussia Dortmund | definitivo |
| D        | Giuseppe Cardone | Parma             | definitivo |
| D        | André Cruz       | Standard Liegi    | prestito   |

## Risultati

### Serie A

#### Girone di andata
| Arbitro: | Bazzoli (Merano) |

|                                       |           |  |
| Bierhoff 45’, 51’ (rig.) Leonardo 81’ | Marcatori |  |

| Arbitro: | Racalbuto (Gallarate) |

|           |           |                           |
| Breda 88’ | Marcatori | 68’ Bierhoff 86’ Leonardo |

| Arbitro: | Braschi (Prato) |

|                     |           |                        |
| Bierhoff 70’ (rig.) | Marcatori | 6’, 46’, 52’ Batistuta |

| Arbitro: | Ceccarini (Livorno) |

|  |           |                          |
|  | Marcatori | 3’ Bierhoff 68’ Leonardo |

| Arbitro: | Treossi (Forlì) |

|              |           |  |
| De Patre 19’ | Marcatori |  |

| Arbitro: | Collina (Viareggio) |

|                                   |           |                    |
| Leonardo 45+3’ Ziege 59’ Weah 72’ | Marcatori | 9’, 70’ Delvecchio |

| Arbitro: | Pellegrino (Barcellona Pozzo di Gotto) |

|                |           |            |
| S. Inzaghi 44’ | Marcatori | 90+2’ Ganz |

| Arbitro: | Tombolini (Ancona) |

|                               |           |                        |
| Weah 13’ Albertini 59’ (rig.) | Marcatori | 7’ Ronaldo 48’ Moriero |

| Bari 15 novembre 1998, ore 20:30 CET 9ª giornata | Bari                | 0 – 0 referto | Milan | Stadio San Nicola (39 114 spett.)\| Arbitro: \| Ceccarini (Livorno) \| |
| Arbitro:                                         | Ceccarini (Livorno) |               |       |                                                                        |

| Arbitro: | Farina (Novi Ligure) |

|                |           |  |
| Leonardo 90+2’ | Marcatori |  |

| Arbitro: | De Santis (Tivoli) |

|                                           |           |  |
| Chiesa 25’ Crespo 36’, 59’ Boghossian 90’ | Marcatori |  |

| Arbitro: | Collina (Viareggio) |

|                                    |           |  |
| Weah 22’ Leonardo 40’ Bierhoff 61’ | Marcatori |  |

| Arbitro: | Tombolini (Ancona) |

|          |           |  |
| Weah 84’ | Marcatori |  |

| Arbitro: | Bettin (Padova) |

|                         |           |                           |
| Palmieri 58’ Ortega 86’ | Marcatori | 38’ Leonardo 73’ Bierhoff |

| Arbitro: | Bettin (Padova) |

|                      |           |             |
| Albertini 27’ (rig.) | Marcatori | 85’ Fonseca |

| Arbitro: | Collina (Viareggio) |

|               |           |           |
| Di Napoli 59’ | Marcatori | 84’ Ziege |

| Arbitro: | Bettin (Padova) |

|                                   |           |                   |
| Guglielminpietro 37’ Bierhoff 40’ | Marcatori | 90’ (rig.) Nakata |

#### Girone di ritorno
| Arbitro: | Borriello (Mantova) |

|                  |           |                                                    |
| Signori 15’, 44’ | Marcatori | 21’ Guglielminpietro 53’ (aut.) Magoni 90’ N'Gotty |

| Arbitro: | Pellegrino (Barcellona Pozzo di Gotto) |

|                           |           |                             |
| Bierhoff 3’, 60’ Weah 25’ | Marcatori | 7’ Giampaolo 14’ Del Grosso |

| Firenze 7 febbraio 1999, ore 15:00 CET 20ª giornata | Fiorentina           | 0 – 0 referto | Milan | Stadio Artemio Franchi (42 067 spett.)\| Arbitro: \| Trentalange (Torino) \| |
| Arbitro:                                            | Trentalange (Torino) |               |       |                                                                              |

| Arbitro: | Rosetti (Torino) |

|                               |           |          |
| Guglielminpietro 39’ Ganz 53’ | Marcatori | 70’ Tuta |

| Arbitro: | Messina (Bergamo) |

|                  |           |  |
| Villa 50’ (aut.) | Marcatori |  |

| Arbitro: | Bettin (Padova) |

|                  |           |  |
| Paulo Sérgio 64’ | Marcatori |  |

| Arbitro: | Cesari (Genova) |

|              |           |  |
| Bierhoff 43’ | Marcatori |  |

| Arbitro: | Collina (Viareggio) |

|                               |           |                   |
| N'Gotty 7’ (aut.) Zanetti 77’ | Marcatori | 14’, 52’ Leonardo |

| Arbitro: | Pellegrino (Barcellona Pozzo di Gotto) |

|                                |           |                    |
| Bierhoff 42’ Ganz 90+3’ (rig.) | Marcatori | 6’, 80’ Osmanovski |

| Roma 3 aprile 1999, ore 15:00 CEST 27ª giornata | Lazio           | 0 – 0 referto | Milan | Stadio Olimpico (63 875 spett.)\| Arbitro: \| Cesari (Genova) \| |
| Arbitro:                                        | Cesari (Genova) |               |       |                                                                  |

| Arbitro: | De Santis (Tivoli) |

|                      |           |           |
| Maldini 59’ Ganz 72’ | Marcatori | 39’ Balbo |

| Arbitro: | Boggi (Salerno) |

|             |           |                                                  |
| Amoroso 58’ | Marcatori | 15’ (rig.), 37’ Boban 45’, 60’ Bierhoff 63’ Weah |

| Arbitro: | Tombolini (Ancona) |

|  |           |                           |
|  | Marcatori | 40’ Bierhoff 72’ Leonardo |

| Arbitro: | Treossi (Forlì) |

|                                                    |           |                                |
| Ambrosini 17’ Leonardo 79’ Castellini 90+5’ (aut.) | Marcatori | 60’ Montella 86’ Franceschetti |

| Arbitro: | Cesari (Genova) |

|  |           |               |
|  | Marcatori | 46’, 64’ Weah |

| Arbitro: | Pellegrino (Barcellona Pozzo di Gotto) |

|                                     |           |  |
| Bierhoff 32’, 55’, 60’ Leonardo 88’ | Marcatori |  |

| Arbitro: | Braschi (Prato) |

|                   |           |                                   |
| Nakata 34’ (rig.) | Marcatori | 11’ Guglielminpietro 31’ Bierhoff |

### Coppa Italia
| Arbitro: | Collina (Viareggio) |

|                          |           |  |
| Ferrante 12’, 37’ (rig.) | Marcatori |  |

| Arbitro: | Braschi (Prato) |

|                                  |           |  |
| Helveg 54’ Weah 57’ Bierhoff 87’ | Marcatori |  |

| Arbitro: | Trentalange (Torino) |

|                                 |           |             |
| Mihajlović 28’ Mancini 71’, 90’ | Marcatori | 7’ Bierhoff |

| Arbitro: | Braschi (Prato) |

|          |           |           |
| Ganz 55’ | Marcatori | 41’ Salas |

## Statistiche

### Statistiche di squadra
| Competizione | Punti | In casa | In casa | In casa | In casa | In casa | In casa | In trasferta | In trasferta | In trasferta | In trasferta | In trasferta | In trasferta | Totale | Totale | Totale | Totale | Totale | Totale | DR  |
| Competizione | Punti | G       | V       | N       | P       | Gf      | Gs      | G            | V            | N            | P            | Gf           | Gs           | G      | V      | N      | P      | Gf     | Gs     | DR  |
| ------------ | ----- | ------- | ------- | ------- | ------- | ------- | ------- | ------------ | ------------ | ------------ | ------------ | ------------ | ------------ | ------ | ------ | ------ | ------ | ------ | ------ | --- |
| Serie A      | 70    | 17      | 13      | 3       | 1       | 35      | 17      | 17           | 7            | 7            | 3            | 24           | 17           | 34     | 20     | 10     | 4      | 59     | 34     | +25 |
| Coppa Italia | -     | 2       | 1       | 1       | 0       | 4       | 1       | 2            | 0            | 0            | 2            | 1            | 5            | 4      | 1      | 1      | 2      | 5      | 6      | -1  |
| Totale       | -     | 19      | 14      | 4       | 1       | 39      | 18      | 19           | 7            | 7            | 5            | 25           | 22           | 38     | 21     | 11     | 6      | 64     | 40     | +24 |

### Statistiche dei giocatori
Sono in corsivo i calciatori che hanno lasciato la società durante la stagione.
| Giocatore           | Serie A  | Serie A | Serie A     | Serie A    | Coppa Italia | Coppa Italia | Coppa Italia | Coppa Italia | Totale   | Totale | Totale      | Totale     |
| Giocatore           | Presenze | Reti    | Ammonizioni | Espulsioni | Presenze     | Reti         | Ammonizioni  | Espulsioni   | Presenze | Reti   | Ammonizioni | Espulsioni |
| ------------------- | -------- | ------- | ----------- | ---------- | ------------ | ------------ | ------------ | ------------ | -------- | ------ | ----------- | ---------- |
| C. Abbiati          | 18       | -15     | 0           | 0          | 0            | -0           | 0            | 0            | 18       | -15    | 0           | 0          |
| D. Albertini        | 29       | 2       | 4           | 0          | 3            | 0            | 1            | 0            | 32       | 2      | 5           | 0          |
| M. Aliyu Datti      | 1        | 0       | 0           | 0          | 0            | 0            | 0            | 0            | 1        | 0      | 0           | 0          |
| M. Ambrosini        | 26       | 1       | 8           | 1          | 3            | 0            | 0            | 0            | 29       | 1      | 8           | 1          |
| R. Ayala            | 11       | 0       | 1           | 0          | 2            | 0            | 0            | 0            | 13       | 0      | 1           | 0          |
| I. Ba               | 15       | 0       | 1           | 0          | 3            | 0            | 2            | 0            | 18       | 0      | 3           | 0          |
| S. Beloufa          | 0        | 0       | 0           | 0          | 0            | 0            | 0            | 0            | 0        | 0      | 0           | 0          |
| O. Bierhoff         | 34       | 19      | 2           | 0          | 3            | 2            | 2            | 0            | 37       | 21     | 4           | 0          |
| Z. Boban            | 27       | 2       | 5           | 2          | 4            | 0            | 0            | 0            | 31       | 2      | 5           | 2          |
| G. Cardone          | 0        | 0       | 0           | 0          | 0            | 0            | 0            | 0            | 0        | 0      | 0           | 0          |
| F. Coco             | 6        | 0       | 0           | 0          | 0            | 0            | 0            | 0            | 6        | 0      | 0           | 0          |
| A. Costacurta       | 29       | 0       | 8           | 0          | 3            | 0            | 3            | 1            | 32       | 0      | 11          | 1          |
| A. Cruz             | 2        | 0       | 0           | 0          | 1            | 0            | 0            | 0            | 3        | 0      | 0           | 0          |
| R. Donadoni         | 9        | 0       | 0           | 0          | 1            | 0            | 0            | 0            | 10       | 0      | 0           | 0          |
| G. Frezzolini       | 0        | -0      | 0           | 0          | 0            | -0           | 0            | 0            | 0        | -0     | 0           | 0          |
| M. Ganz             | 20       | 4       | 1           | 0          | 4            | 1            | 0            | 0            | 24       | 5      | 1           | 0          |
| F. Giunti           | 6        | 0       | 1           | 0          | 0            | 0            | 0            | 0            | 6        | 0      | 1           | 0          |
| A. Guglielminpietro | 21       | 4       | 3           | 0          | 2            | 0            | 0            | 0            | 23       | 4      | 3           | 0          |
| T. Helveg           | 27       | 0       | 5           | 0          | 4            | 1            | 0            | 0            | 31       | 1      | 5           | 0          |
| A. Iannuzzi         | 0        | 0       | 0           | 0          | 0            | 0            | 0            | 0            | 0        | 0      | 0           | 0          |
| J. Lehmann          | 5        | -5      | 0           | 0          | 1            | -1           | 0            | 0            | 6        | -6     | 0           | 0          |
| Leonardo            | 27       | 12      | 3           | 0          | 2            | 0            | 0            | 0            | 29       | 12     | 3           | 0          |
| G. Maini            | 1        | 0       | 0           | 0          | 0            | 0            | 0            | 0            | 1        | 0      | 0           | 0          |
| P. Maldini          | 31       | 1       | 5           | 0          | 2            | 0            | 0            | 0            | 33       | 1      | 5           | 0          |
| D. Morfeo           | 11       | 0       | 1           | 0          | 2            | 0            | 0            | 0            | 13       | 0      | 1           | 0          |
| B. N'Gotty          | 25       | 1       | 1           | 0          | 4            | 0            | 1            | 0            | 29       | 1      | 2           | 0          |
| S. Rossi            | 13       | -14     | 2           | 1          | 3            | -5           | 0            | 0            | 16       | -19    | 2           | 1          |
| L. Sala             | 24       | 0       | 5           | 0          | 1            | 0            | 0            | 0            | 25       | 0      | 5           | 0          |
| G. Weah             | 26       | 8       | 5           | 1          | 4            | 1            | 0            | 0            | 30       | 9      | 5           | 1          |
| C. Ziege            | 17       | 2       | 2           | 1          | 3            | 0            | 1            | 0            | 20       | 2      | 3           | 1          |

## Giovanili

La formazione Primavera, allenata da Mauro Tassotti, festeggia il successo al Torneo di Viareggio 1999.

### Organigramma
- Primavera
  - Allenatore: Mauro Tassotti[23]

### Piazzamenti
- Primavera:
  - Campionato: seconda fase
  - Coppa Italia: fase a gironi
  - Torneo di Viareggio: vincitore[23]